# Чалфант (Каліфорнія)
Чалфант (англ. Chalfant) — переписна місцевість (CDP) в США, в окрузі Моно штату Каліфорнія. Населення — 660 осіб (2020).

## Географія
Чалфант розташований за координатами 37°29′30″ пн. ш. 118°23′22″ зх. д. / 37.49167° пн. ш. 118.38944° зх. д. (37.491769, -118.389367).  За даними Бюро перепису населення США в 2010 році переписна місцевість мала площу 72,65 км², з яких 72,58 км² — суходіл та 0,07 км² — водойми.

## Демографія
Згідно з переписом 2010 року, у переписній місцевості мешкала 651 особа в 264 домогосподарствах у складі 191 родини. Густота населення становила 9 осіб/км².  Було 301 помешкання (4/км²).
Расовий склад населення:
| - 91,2 % — білих - 2,0 % — корінних американців - 0,8 % — азіатів - 2,5 % — осіб інших рас |

До двох чи більше рас належало 3,5 %. Частка іспаномовних становила 10,3 % від усіх жителів.
За віковим діапазоном населення розподілялося таким чином: 20,1 % — особи молодші 18 років, 63,8 % — особи у віці 18—64 років, 16,1 % — особи у віці 65 років та старші. Медіана віку мешканця становила 47,1 року. На 100 осіб жіночої статі у переписній місцевості припадало 100,3 чоловіків;  на 100 жінок у віці від 18 років та старших — 99,2 чоловіків також старших 18 років.
Середній дохід на одне домашнє господарство  становив 69 370 доларів США (медіана — 66 051), а середній дохід на одну сім'ю — 77 300 доларів (медіана — 85 972). За межею бідності перебувало 9,6 % осіб, у тому числі 0,0 % дітей у віці до 18 років та 0,0 % осіб у віці 65 років та старших.
Цивільне працевлаштоване населення становило 248 осіб. Основні галузі зайнятості: мистецтво, розваги та відпочинок — 22,6 %, публічна адміністрація — 19,0 %, освіта, охорона здоров'я та соціальна допомога — 15,7 %, роздрібна торгівля — 13,7 %.